# Bowlegs
Bowlegs é uma cidade  localizada no estado norte-americano de Oklahoma, no Condado de Seminole.

## Demografia
Segundo o censo norte-americano de 2000, a sua população era de 371 habitantes. 
Em 2006, foi estimada uma população de 368, um decréscimo de 3 (-0.8%).

## Geografia
De acordo com o United States Census Bureau tem uma área de 9,7 km², totalmente cobertos por terra.

## Localidades na vizinhança
O diagrama seguinte representa as localidades num raio de 20 km ao redor de Bowlegs. 